# Piśmiennictwo
Piśmiennictwo – ogół wypowiedzi językowych utrwalonych w piśmie, pełniących określone funkcje w różnych dziedzinach życia społecznego; obejmuje m.in. literaturę piękną, publicystykę, dzieła naukowe i popularnonaukowe, dokumenty życia zbiorowego.
Piśmiennictwo w publikacjach naukowych to umieszczane na końcu pracy zestawienie bibliograficzne cytowanych publikacji. Czasami zapisywane jako „literatura” lub „bibliografia”.